# ASIAN BLOW
『ASIAN BLOW』（エイジアン ブロー）は、リュ・シウォンの3枚目のアルバム。2006年5月10日発売。発売元は徳間ジャパンコミュニケーションズ。

## 概要
三木たかし、ANRI、織田哲郎、前田亘輝らが楽曲提供。

## 仕様
- 初回限定盤A：CD+DVD（「夏の夢」のPV）
- 初回限定盤B：CD+DVD（「好きです、好きです」のPV）
- 通常盤：CDのみ

## 収録曲
1. ソンムル（プレゼント）
2. 微笑みになるまで
3. 希望（ゆめ）
4. モリカル（永遠の証）
5. 東京タワー
6. ウイニング デイズ
7. Let's get together 〜青いタイムマシーン〜
8. それでも
9. DEAR MY FRIENDS
10. ネゲ ナムン マジマッグ サラン（最後の恋） 〜「夏の夢」韓国語ヴァージョン〜
先行シングルとして発売された「夏の夢」の韓国語Ver．
11. 流れ星
12. 好きです、好きです
13. ASIAN BLOW